# NÖLB Uh
A NÖLB Uh egy túlhevített gőzű ikergépezetű keskenynyomtávú szertartályos gőzmozdony sorozat volt az Alsóausztriai Tartományi Vasútnál (Niederösterreichischen Landesbahnen, NÖLB) 760 mm nyomtávra és csupán egyetlen darab készült belőle.
Az Alsóausztriai Tartományi Vasút 1905-ben a Pielachtalbahn Kirchberg an der Pielach–Laubenbachmühle szakaszának meghosszabbításakor a Krauss linzi gyárától rendelt egy prototípus mozdonyt, amely lényegében megegyezett az Uv sorozattal, de eltérően a kompaund mozdonyoktól ez túlhevítős rendszerű volt. Ezek a mozdonyok a többszörösen kipróbált és jól bevált U sorozat továbbfejlesztett túlhevítős változata volt, amely a William Schmidt által szabadalmaztatott túlhevítővel volt ellátva, s a maga nemében az első túlhevítős mozdony volt az Osztrák-Magyar Monarchiában.

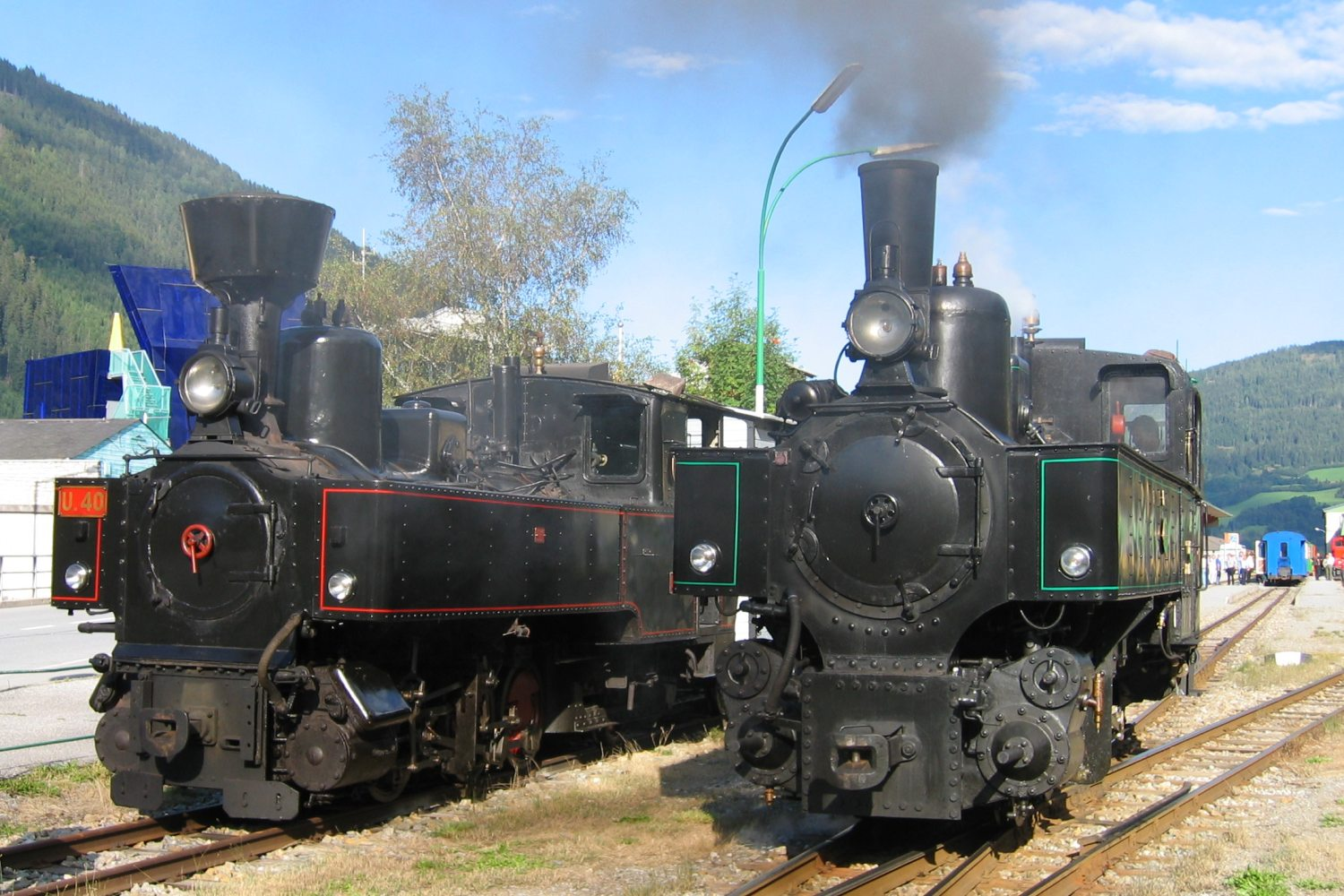
Bh.1 (jobbra) és egy U sorozatú mozdony Murau-ban

Bár ez Uh.1 pályaszámú mozdony üzemi tapasztalatai pozitívak voltak, további példányok megrendelésére mégsem került sor. Azonban ezek az tapasztalatok vezettek a túlhevítős gőzmozdonyok megrendeléséhez – az Mh sorozat – és üzembe állításához 1906 végéig a Mariazellerbahn hegyvidéki szakaszán. Mivel a NÖLB vonalak működtetését 1921-től a BBÖ vette bérbe az Uh.1 1923-ban a Salzkammergut Lokalbahnra át lett helyezve, és ezért attól az évtől az Államvasutak üzemeltette. 1924-ben a Bregenzerwaldbahnra állomásították át és ott átszámozták Bh.1. pályaszámúra.
A második világháború után az Osztrák Szövetségi Vasutak (Österreichischen Bundesbahnen,  ÖBB) az újonnan bevezetett ÖBB számozási rendszerében a 398.01 pályaszámot adta neki és a Ybbstalbahnon üzemelt az 1960-as évekig, amikor a helyébe lépő 2095 sorozatú dízelmozdony felváltotta a szolgálatban. Formálisan 1973 elején selejtezték, ezután a Stájerországi Club 760 Vasúti Szövetség szerezte meg. Egy mozdonycsere útján a Steiermärkischen Landesbahnen-hez került, ahol a felújították Murtalbahnon nosztalgiaüzemben dolgozott. 1992-től 1995-ig üzemelt ott, majd 1998-ig kölcsönben működtette egy egyesület és időközben véglegesen a Thörlerbahnhoz került. Miután lejárt a kazánvizsgája, üzemen kívül volt. 2004-ben ismét fővizsgálaton esett át, hogy továbbra is a Mutalbahn rendelkezésére álljon.

## Fordítás
Ez a szócikk részben vagy egészben  a   NÖLB Uh című német Wikipédia-szócikk fordításán alapul.  Az eredeti cikk szerkesztőit annak laptörténete sorolja fel. Ez a jelzés csupán a megfogalmazás eredetét és a szerzői jogokat jelzi, nem szolgál a cikkben szereplő információk forrásmegjelöléseként.